# Kholagaun (Sindhuli)
Kholagaun – gaun wikas samiti w środkowej części Nepalu w strefie Dźanakpur w dystrykcie Sindhuli. Według nepalskiego spisu powszechnego z 2001 roku liczył on 538 gospodarstw domowych i 2999 mieszkańców (1499 kobiet i 1500 mężczyzn).